# Mena (rivière)
 (signalé en juin 2025).
Si vous disposez d'ouvrages ou d'articles de référence ou si vous connaissez des sites web de qualité traitant du thème abordé ici, merci de compléter l'article en donnant les références utiles à sa vérifiabilité et en les liant à la section « Notes et références ».
- Archive Wikiwix
- Bing
- Cairn
- DuckDuckGo
- E. Universalis
- Gallica
- Google
- G. Books
- G. News
- G. Scholar
- Persée
- Qwant
- (zh) Baidu
- (ru) Yandex
- (wd) trouver des œuvres sur Wikidata

Pour les articles homonymes, voir Mena.

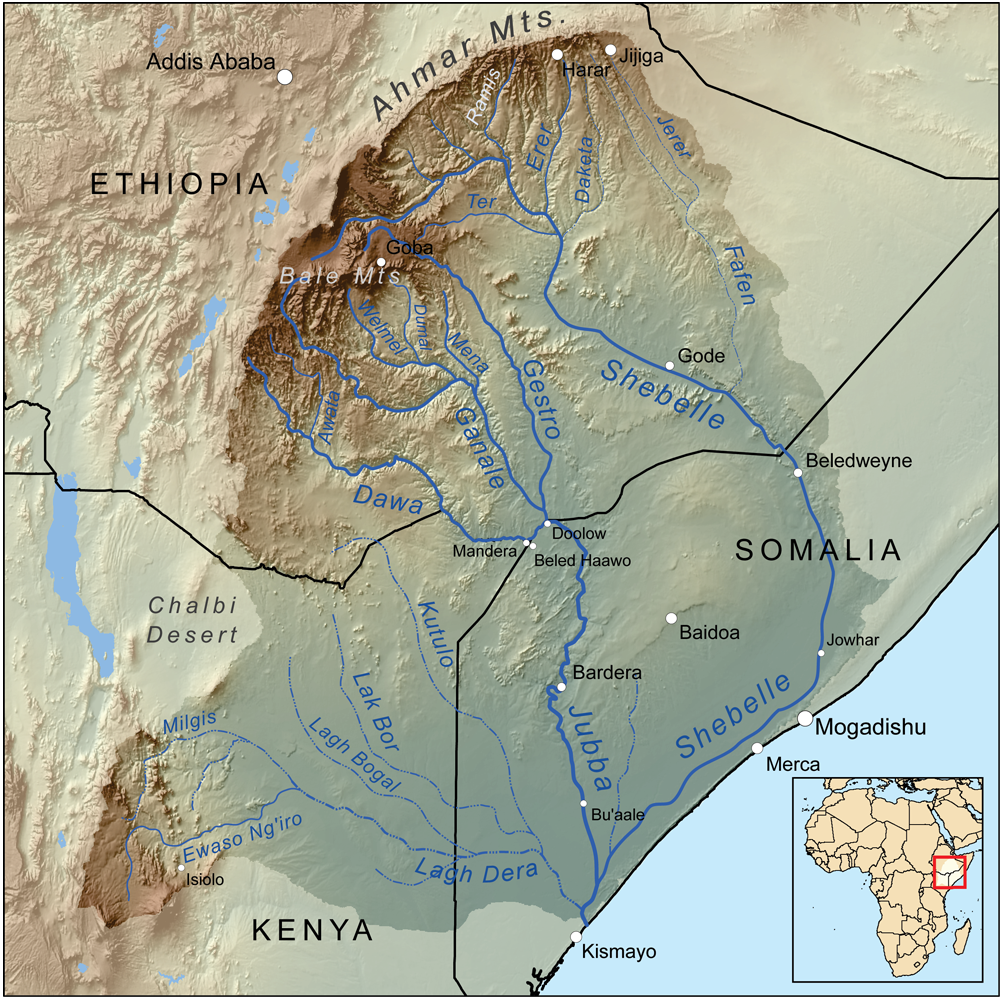
La rivière Mena présentée comme un affluent de la rivière Ganale dans la zone Bale, à l'est de l'Éthiopie.

Mena est une rivière de l'est de l'Éthiopie. Il est situé dans le Woreda de Delo Menna dans la Zone de Bale, Oromia. Sa source se trouve dans les Montagnes Bale. C'est un affluent de la Ganale Dorya.